# ماي ناكاهارا
ماي ناكاهارا (中原麻衣 ناكاهارا ماي) (اسمها الحقيقي مايكو آبي (阿部麻衣子 آبي مايكو)) هي مؤدية أصوات يابانية ولدت في 23 فبراير 1981 في كيتاكيوشو، فُكُوكا.

## أدوارها في الأنمي

### مسلسلات أنمي تلفزيونية
- عندما تبكي حشرة الليل - رينا ريوغو
- عندما تبكي حشرة الليل:الحل - رينا ريوغو
- دوت هاك أسطورة الشفق - رينا كونيساكي
- كلاند - ناغيسا فوروكاوا
- كلاند بعد القصة - ناغيسا فوروكاوا
- غوين ساغا - ريندا
- غانكوتسوؤو - بيبو
- بيرسونا ترينيتي سول - كانارو موريموتو
- فامباير نايت - ماريا كوريناي
- فامباير نايت Guilty - ماريا كوريناي
- ريجيوس المدرعة - فيلي لوس
- بامبو بليد - ريمي أوداجيما
- فتيات بيسبول تايشو - أكيكو أوغاساوارا
- ترينيتي بلاد - أنجيليكا
- تابل وذئب - نولا
- كاتاناغاتاري - ياسوري نانامي
- فايري تايل - جوفيا لوكسار
- دورارارا!! - هارونا نييكاوا
- دورارارا!! ×2 المنتصف - هارونا نييكاوا
- دورارارا!! ×2 الخاتمة - هارونا نييكاوا
- نبضات الملاك! - هاتسوني أوتوناشي
- أوكامي-سان و رفاقها السبعة - ريكو كوكونو
- أريا الرصاصة القرمزية - يوتوري تاكاماغاهارا
- تايغر آند باني - ميري
- أرشيف دانتاليان - كريستابل ساستين
- بنغويندرام - رينجاكو
- لقد تدهور الجنس البشري - البطلة
- ميداكا بوكس أبنورمال - أكي جاكاغو
- كيل لا كيل - إيماغاوا
- بلاسريتر - سنو
- ميكاكوسيتي أكتورز - أيانو
- سورد آرت أونلاين II - فيرداندي
- شيروباكو - يوكا أوكيتسو
- قصة حبي!! - ساتو
- حديقة سوزي: يوم برفقة ويتزي - ويتزي
- مجموعة جونجي إيتو - ميدوري ساكياما
- فيت/أبوكريفا - ريكا ريكودو
- عديمة الموهبة نانا  - إينوكاي ميتشيرو

### أنمي الإنترنت
- سيلور مون كريستال - ريكا نيشيمورا

### أوفا أنمي
- عندما تبكي حشرة الليل:الامتنان - رينا ريوغو
- عندما تبكي حشرة الليل:البريق - رينا ريوغو

## أدوارها في ألعاب الفيديو
- Sonic and the Secret Rings - شارا
- تيلز أوف فيسبيريا - إستيل/إستيليز سيدوس هيوراسين

## أدوارها في الدبلجة اليابانية
- شيرا و أميرات القوة - أدورا

## وصلات خارجية
- ماي ناكاهارا على موقع IMDb (الإنجليزية)
- ماي ناكاهارا على موقع ميوزك برينز (الإنجليزية)
- ماي ناكاهارا على موقع قاعدة بيانات الفيلم (الإنجليزية)
- ماي ناكاهارا على موقع ANN person (الإنجليزية)